# Kula (ammunition)

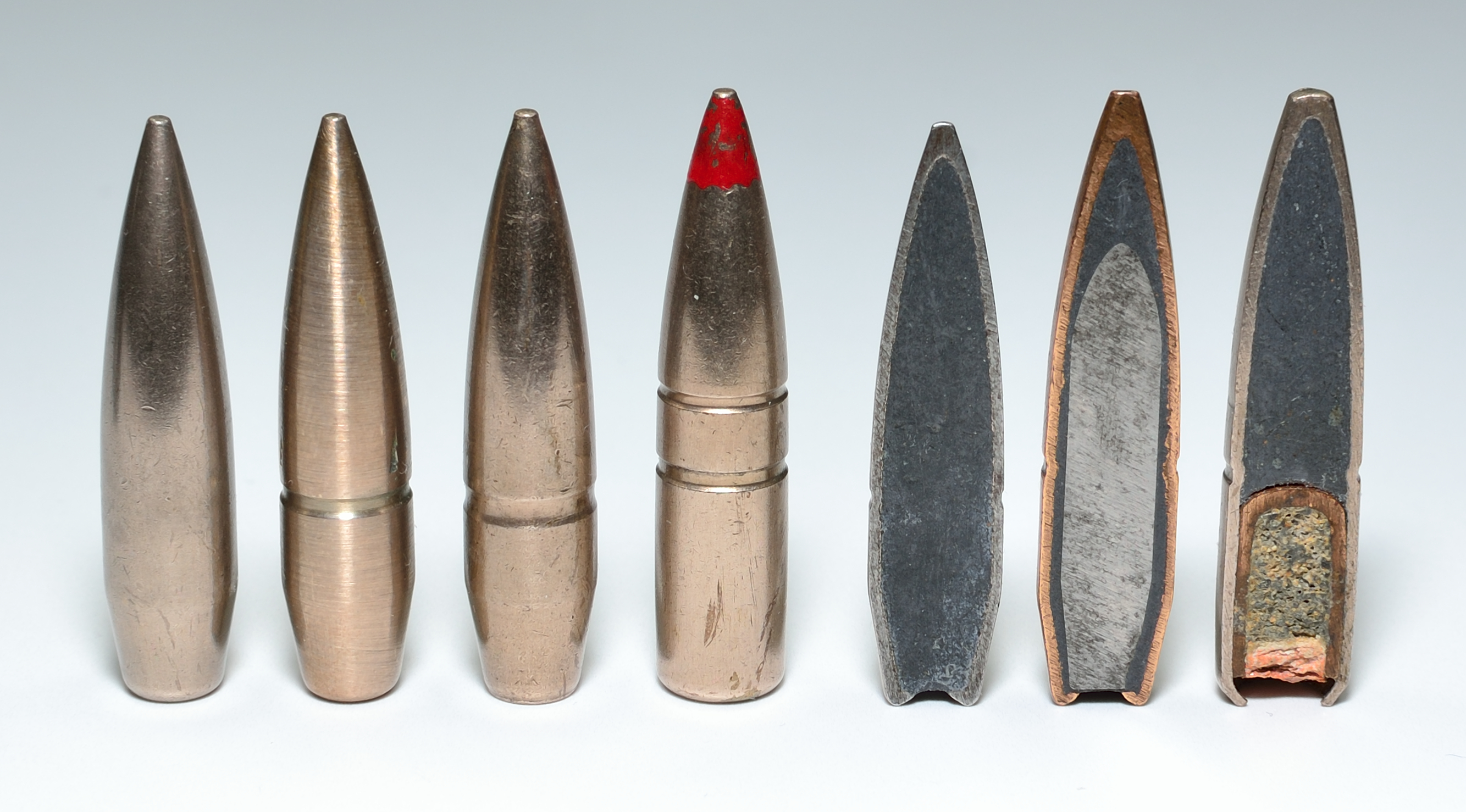
Kulor av olika utformning. De två sista är försedd med pansarbrytande kärna och spårljus vardera.

Kula är en traditionell benämning för projektilen till finkalibrig ammunition (även kallad kulammunition). Namnet kommer från att historiskt tidiga handeldvapen från början sköt sfäriska projektiler, så kallade kulor. Militärt är benämningen kula dock enbart traditionell och finkalibriga projektiler betecknas projektil istället för kula.

## Etymologi

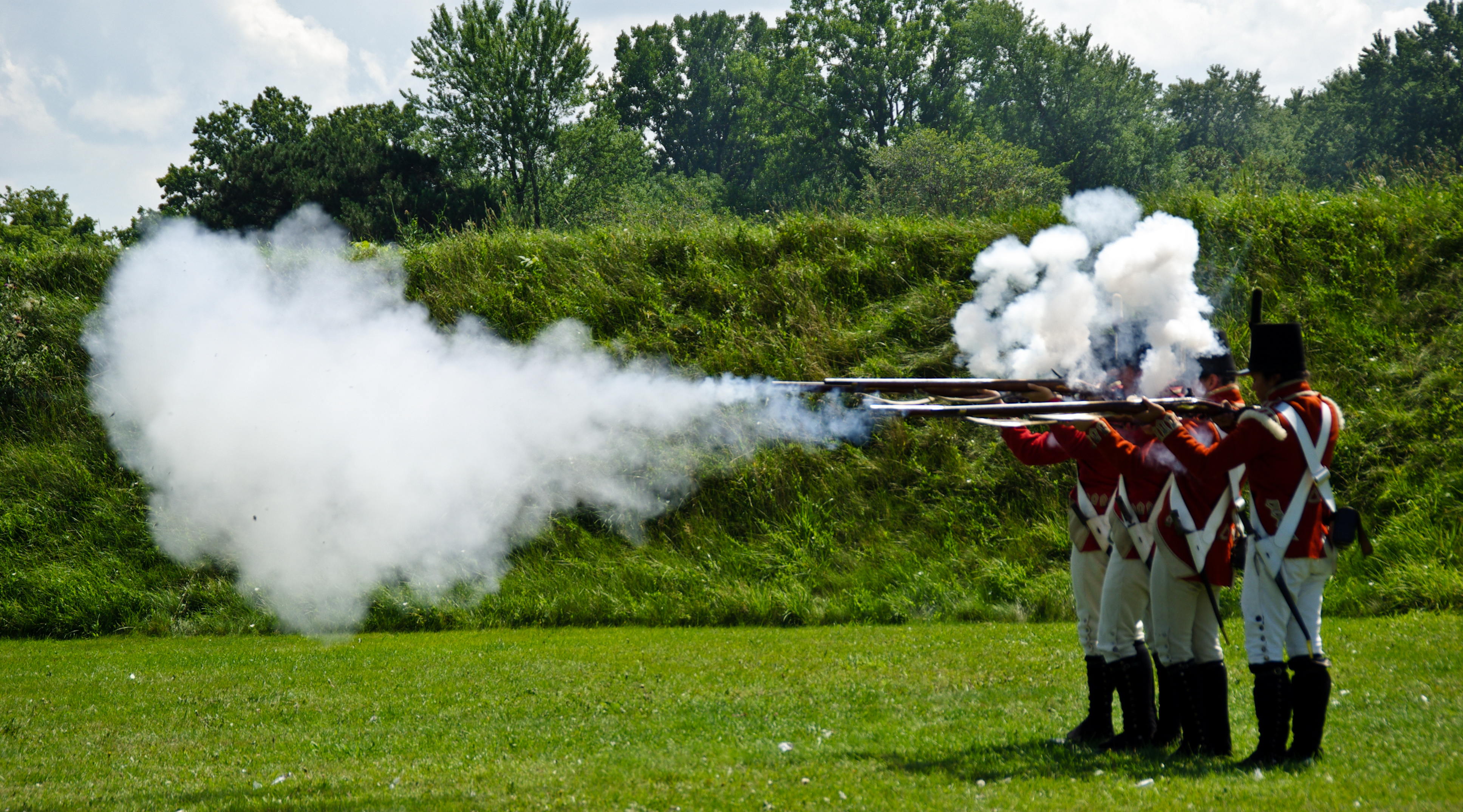
Benämningen kula kommer från den kulformade ammunition som användes i gamla handeldvapen, exempelvis musköter (ovan).

Benämningen kula kommer från den kulformade ammunition som användes i gamla mynningsladdade handeldvapen. Då kulorna behövde färdas genom hela eldröret vid mynningsladdning behövde dessa vara runda för att minimera risken att kulan fastnar. Då dessa vapen saknade räffling gjordes kulorna runda även av stabiliseringsskäl, då en avlång projektil skulle tumla om avlossat från dessa typer av vapen.
Under andra halvan av 1800-talet började dock handeldvapen bli bakladdade och räfflade vilket skapade möjligheten att ge kulorna en mer utdragen form. Eftersom tvärsnittsarean i förhållande till massan minskade så ökade räckvidden kraftigt. Trots att kulor då ej längre var kulformade (sfäriska) i formen så kom namnet kulor att stanna kvar i svenskan.

## Form
Kulor kan utformas på många olika sätt och kan bestå av flera olika metaller och laddningar (till exempel spårljus). Dock finns det ett antal historiska grundutformningar som bör nämnas.

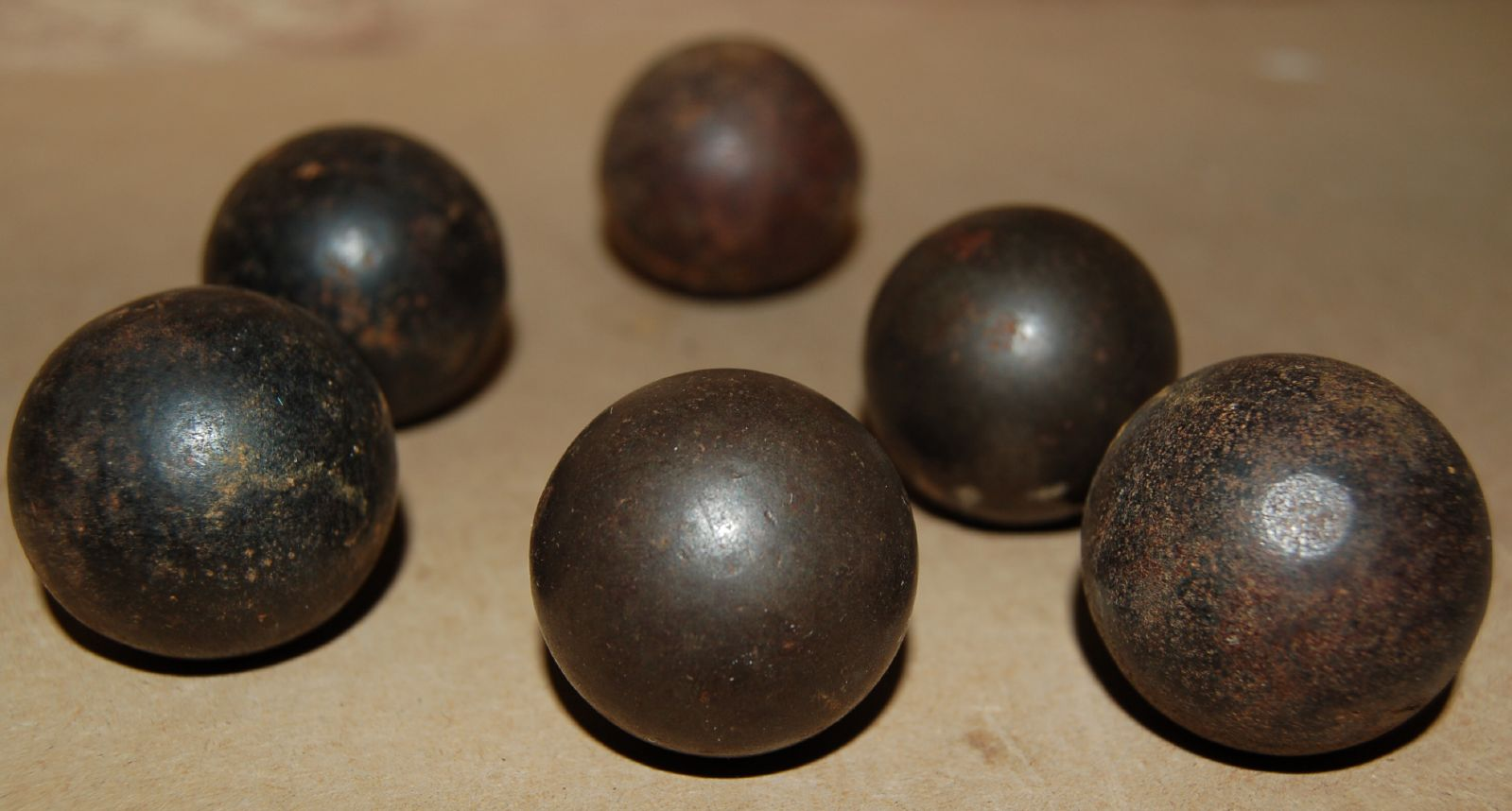
Muskötkula: Klassisk sfärisk kula vilken namnet härstammar från. Dessa typer av kulor används primärt i musköter som behöver laddas från mynningen. Dessa saknar enhetspatron och skjuts iväg genom en separat drivladdning som laddas bakom kulan i loppet.
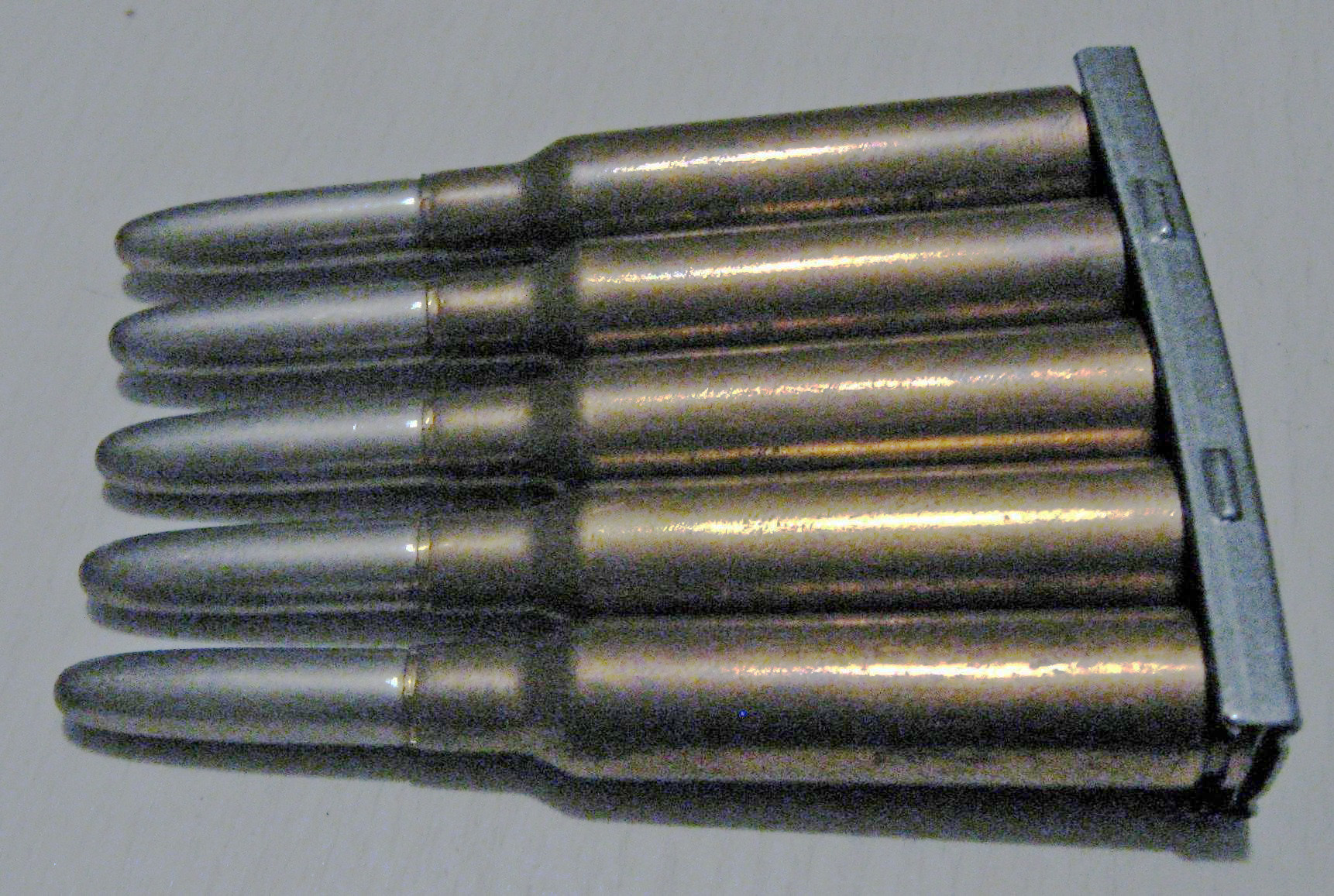
Trubbkula/Ogivalkula: Kula med rund eller kort trubbig ogival spets. Denna formgivning av kulor var vanlig hos gevärsammunition under andra halvan av 1800-talet men ersattes av spetskulor från början av 1900-talet fram till andra världskriget. Trubbkulor används idag primärt till pistolammunition då massa till längdförhållande är viktigare än aerodynamik.
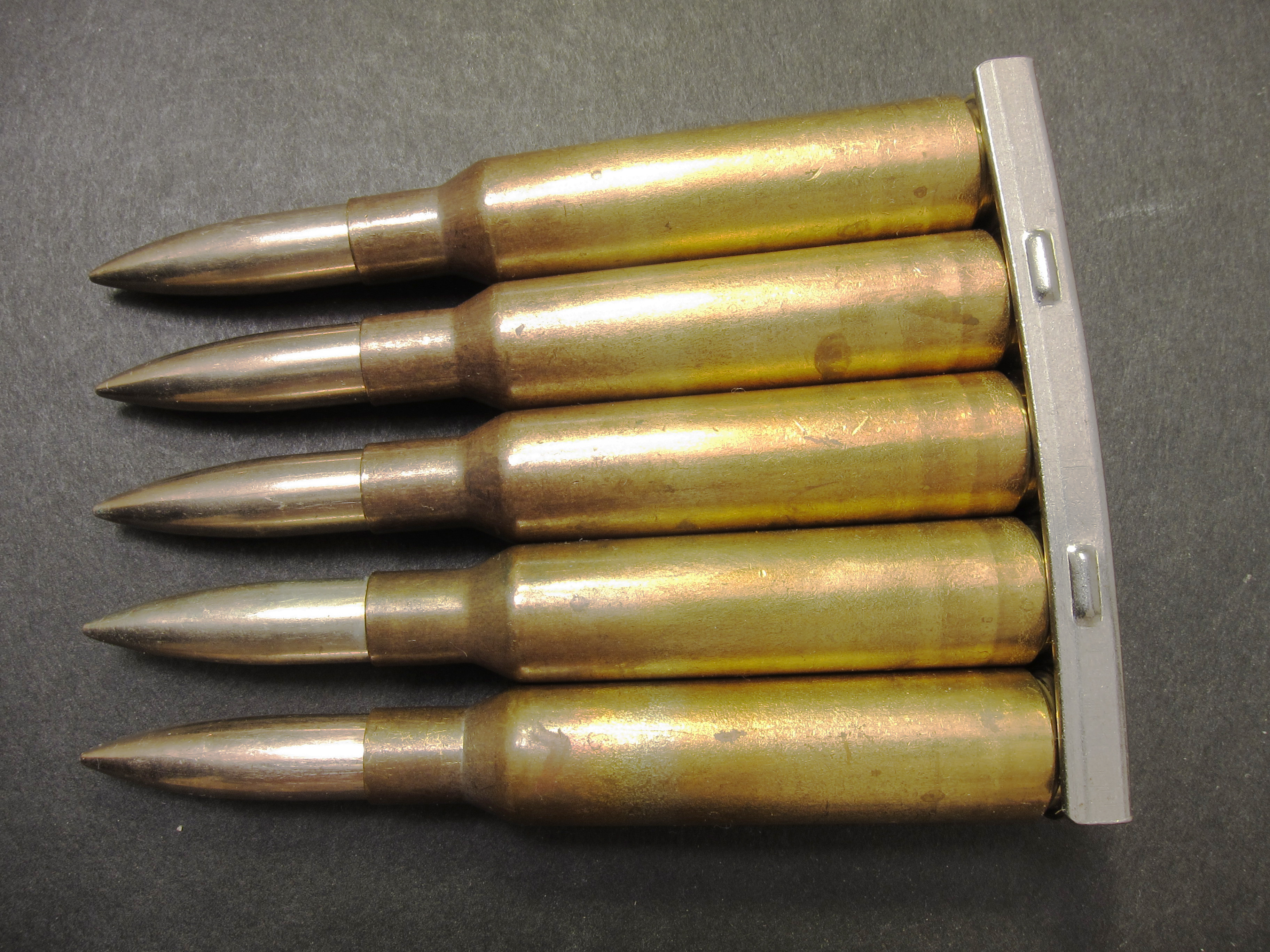
Spetskula/Torpedkula: Kula med konisk eller lång utdragen ogival spets, samt vanligen även avsmalnande bakdel. Denna formgivning utvecklades för att öka räckvidd och genomslag hos gevärsammunition runt år 1900 i Frankrike[2] och Tyskland.[3] Namnet spetskula kommer från tyskans spitzgeschoß.
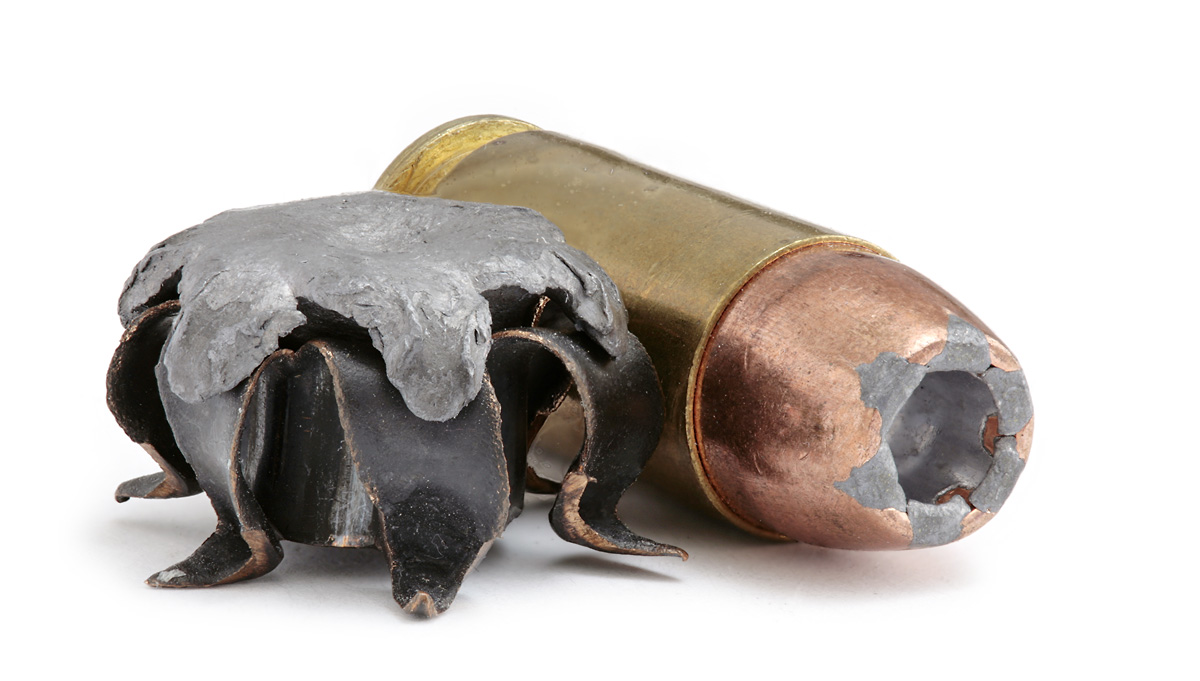
Hålspetskula: Kula med ihålig spets. Vid anslag expanderar kulans tjocklek vilket ger högre anslagsenergi och verkan i kroppsvävnad på bekostad av räckvidd och genomslag. Vissa exempel har en plastspets (plastspetskula) i hålet som agerar ballistisk hätta och ger förbättrad ballistik och fördröjd expansion för bättre djupverkan.